# Amostragem de sinal

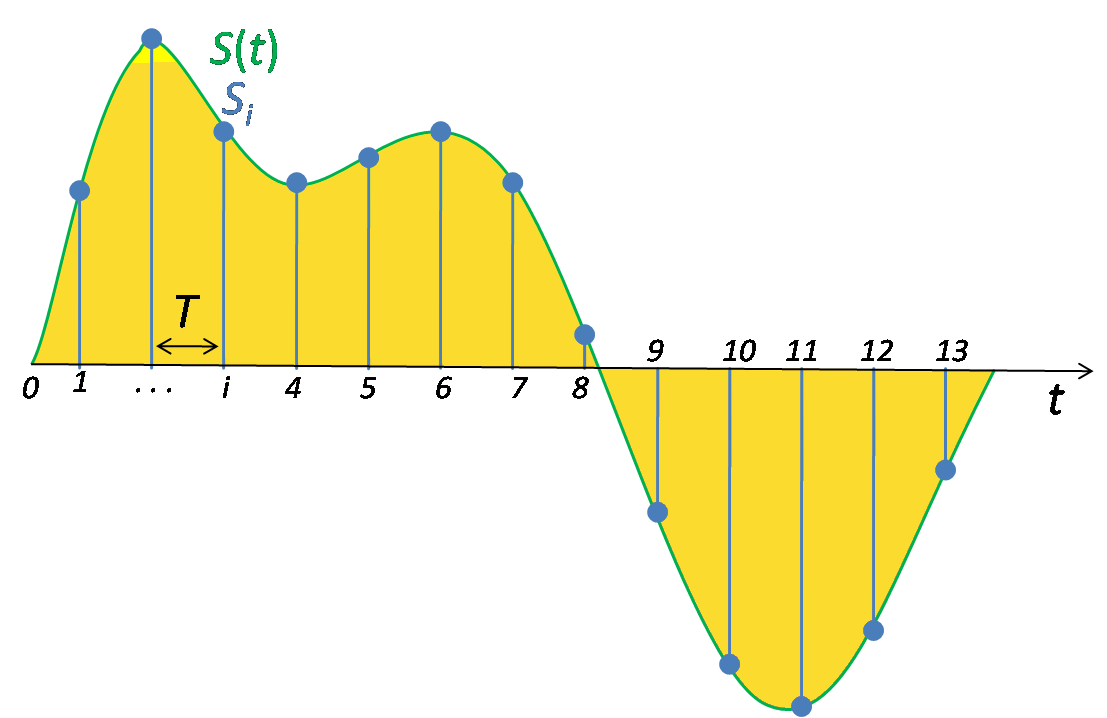
Representação de sinal amostrado. O sinal contínuo é representado com uma linha de cor verde, enquanto que as amostras discretas são indicados pela azul linhas verticais.

Em processamento de sinais, amostragem é a transformação de um sinal contínuo em um sinal discreto. Um exemplo comum é a conversão de uma onda sonora (sinal contínuo) para uma seqüência de amostras (valores medidos em um conjunto finito de instantes de tempo).
É importante observar que sinais digitais são discretos no tempo e assumem valores também discretizados, isto é, existe uma família finita de valores possíveis que o sinal pode assumir.
Amostragem pode ser definida como o processo de medição instantânea de valores de um sinal analógico em intervalos regulares. O intervalo entre as amostras é determinado por um pulso de sincronismo e a sua freqüência é chamada de taxa de amostragem. 
Em 1928, Henry Nyquist dos Laboratórios Bell, estabeleceu que a representação digital de um sinal analógico seria funcionalmente idêntico à forma de onda original se a taxa de amostragem fosse maior que duas vezes a maior freqüência presente na forma de onda analógica. Baseado no teorema de Nyquist, a voz humana com uma freqüência máxima de quatro mil Hertz requer oito mil amostras por segundo, enquanto que um áudio com qualidade de CD com freqüência máxima de vinte mil Hertz, requer quarenta mil amostras por segundo. 